# Mussaenda raiateensis
Mussaenda raiateensis är en måreväxtart som beskrevs av John William Moore. Mussaenda raiateensis ingår i släktet Mussaenda och familjen måreväxter. Inga underarter finns listade i Catalogue of Life.